# نغر عربي
النغر العربي او نعار عربي (Serinus rothschildi) هو طير من عائلة الشرشوريات. يوجد في السعودية واليمن. موطنه الطبيعي هو الغابات الاستوائية أو شبه الاستوائية وكذلك أراضي الشجيرات الاستوائية أو شبه الاستوائية.

## علم تطور السلالات
تم تحصيله بواسطة أنطونيو أرنايز-فيلينا وغيرهم.